# Саутхамптон Медоус (Вирџинија)
Саутхамптон Медоус (енгл. Southampton Meadows) насељено је место без административног статуса у америчкој савезној држави Вирџинија.

## Демографија
По попису из 2010. године број становника је 592.
| Група             | 2000.    | 2010.       |
| Белци             | 0 (0,0%) | 51 (8,6%)   |
| Афроамериканци    | 0 (0,0%) | 507 (85,6%) |
| Азијати           | 0 (0,0%) | 0 (0,0%)    |
| Хиспаноамериканци | 0 (0,0%) | 12 (2,0%)   |
| Укупно            | 0        | 592         |